# Impossible Mission II
Impossible Mission II is een computerspel dat werd ontwikkeld door Novotrade Software en uitgegeven door Epyx. Het spel is het vervolg op Impossible Mission is een combinatie van een actiespel en platformspel. Antagonist Elvin Atombender uit het eerste deel zint op wraak. Wederom moet de speler als geheim agent in een beperkte tijd de wereld voor vernietiging behoeden. Hij moet hiervoor het bouwwerk van psychopaat Elvin betreden dat gevuld is met robots, gangen en liften. Zijn vesting bestaat uit negen torens. Elk toren heeft een ander thema, zoals IT, meubels, auto's, kantoren, et cetera. Het spel kan met toetsenbord, muis en joystick bestuurd worden.

## Robots
Het spel kent de volgende robots:
- Beveiligingsbot, zelfde als in het eerste deel
- Schuifbot, probeert de speler van het platform af te duwen
- Zelfmoordbot, zoals de schuifbot maar springt zelf ook over de rand
- Mijnbot, legt dodelijke landmijnen op de vloer
- Pestbot, onschuldig bij aanraking maar pest de speler door continue met de liften te klooien.
- Squatbot, springt van de vloer en drukt de speler naar een hogere verdieping of tegen het plafond.

## Ontwikkeling
Het spel is volledig opnieuw ontwikkeld zonder hergebruik van code van het eerste deel. De graphics zijn gemaakt met het tool Film Director. Het hoofdplatform was de Atari ST. Toen het spel op deze versie klaar was werd het spel gepoort naar de Commodore 64 en de ZX Spectrum. Alle kamers zijn herontworpen voor de ZX Spectrum. Volgens László Szenttornyai, de ontwikkelaar van Novotrade, werd de NES-versie van het spel bijna niet uitgebracht wegens spanningen tussen Epyx en Nintendo.

## Platforms
| Jaar | Platform                                                                 |
| ---- | ------------------------------------------------------------------------ |
| 1988 | Amiga, Amstrad CPC, Apple IIgs, Atari ST, Commodore 64, DOS, ZX Spectrum |
| 1989 | NES                                                                      |
| 2008 | Wii Virtual Console                                                      |

## Ontvangst
| Beoordeeld door                | Platform     | Datum          | Score |
| ------------------------------ | ------------ | -------------- | ----- |
| Zzap!                          | Commodore 64 | juni 1988      | 96%   |
| Zzap!                          | Amiga        | december 1988  | 92%   |
| Computer and Video Games (CVG) | ZX Spectrum  | september 1990 | 90%   |
| Happy Computer                 | Commodore 64 | juni 1988      | 85%   |
| The Games Machine (GB)         | DOS          | augustus 1988  | 84%   |
| ST Format                      | Atari ST     | augustus 1991  | 80%   |
| Power Play                     | NES          | november 1990  | 78%   |
| ST Action                      | Atari ST     | juli 1988      | 77%   |
| Commodore User                 | Commodore 64 | mei 1988       | 70%   |
| CU Amiga                       | Amiga        | november 1988  | 66%   |

## Trivia
- Het spel is opgenomen in het boek 1001 Video Games You Must Play Before You Die van Tony Mott.